# 吉氏無線鰨
吉氏無線鰨為輻鰭魚綱鰈形目鰨亞目舌鰨科的其中一種，為熱帶海水魚，分布於中西太平洋印尼及菲律賓海域，棲息深度76-1080公尺，體長可達14公分，棲息在底層水域，生活習性不明。

## 扩展阅读
維基物種上的相關：吉氏無線鰨